# MKSA単位系
MKSA単位系（エムケーエスエーたんいけい、MKSA system (of units)）は、メートル (metre = M)・キログラム (kilogram = K)・秒 (second = S)・アンペア (ampere = A) の4つの単位を基本単位とする、一貫性のある単位系である。
言い換えれば、MKS単位系に4つめの基本単位としてアンペアを追加した単位系である。MKSは力学のみを扱えるが、電流の単位アンペアを追加することで、電磁気学を扱うことができる。
現在広く使われている国際単位系 (SI) は、MKSA単位系にさらに3つの基本単位（ケルビン、モル、カンデラ）を追加して拡張した単位系であり、MKSA単位系の単位は基本的にSIの単位でもある。つまり大まかに言えば、MKS ⊂ MKSA ⊂ SI である。
第4の基本単位としてクーロンを使うMKSC単位系（電荷の量記号 q からMKSQ単位系とも）、オームを使うMKSΩ単位系もあったが、単位としてはまったく同じものであり、定義のしかたが異なるだけである。また提唱者からジョルジ単位系 (Giorgi system) とも呼ぶが、これは基本単位に何を選ぶかを問題としない。

## 歴史

### 実用単位
19世紀末、電磁気の単位が体系化され単位系となったころ、単位系の国際標準はCGS単位系であり、電磁気の単位系もcgsを拡張して作られた。しかしそれらは、MKSAのように第4の基本単位を加える4元系ではなく、電磁気の単位も3つの基本単位のみから組み立てる3元系だった。それを可能にするために、自然単位系のように、1つの物理定数を無次元の1と置いた。どの物理定数を選ぶかで、いくつか異なる単位系が生まれた。たとえばCGS電磁単位系 (CGS-emu) では、真空の透磁率 μ0 を1とした。
しかし3元系では、電磁気の単位の大きさが、実験物理学者や技術者にとって不便なものとなった。それらの大きさは、3つの基本単位と物理法則から論理的に組み立てられるものであり、自由に決めることができなかったからである。そこでCGS電磁単位系では、電磁気の単位を適当な10の冪倍した実用単位 (practical unit) が導入された。
1874年、英国科学振興協会 (BAAS) はまず、ボルト (V) とオーム (Ω) の2つの実用単位を導入した。これらは元は別々の由来を持っていたが、V = 108 abV（CGS電磁単位系では通常は単位記号を使わないが、対応する実用単位に接頭辞abを付けて表すことがある）、Ω = 109 abΩ として新しく定義された。1881年から始まった国際電気会議では、それらに加え、アンペア (A)、クーロン (C)、ファラド (F)、ヘンリー (H)、ワット (W)、ジュール (J) も定義されたが、係数はまったく任意に決められたのではなく、ボルト、オーム、秒の乗除で表せるように決められた。たとえば、A = 10−1 abA と定義されたが、これは V/Ω に等しい。このように、実用単位は1つの単位系になった。
しかし、力学のCGS単位系と電磁気の実用単位系を統合しようとすると問題が起こった。これらを統合すると、合計で5つ（CGS・V・Ω）の基本単位を持つ「5元」単位系となる。しかし、4元単位系であらゆる電磁気の単位を組み立てられることから考えれば、5元単位系は冗長であり破綻は避けられない。1893年のシカゴでの国際電気会議では、新しい実用単位として電力のワット (W) と熱量のジュール (J) が、W = VA = 107 abW、J = VAs = 107 abJ と定義された。しかし、電力と熱量とはすなわち仕事率と仕事であり、abW と abJ とは erg/s と erg のことにほかならない（したがって、abW・abJ という表現は実際にはされない）。つまり、W = 107 erg/s、J = 107 erg となる。このように、同じ次元に対し2つの単位ができてしまった。

### CGSからMKSへ
しかし偶然にも、ワットとジュールはMKS単位系での仕事率の単位 kg·m2/s3 と仕事の単位 kg·m2/s2 に等しかった。そこで、1901年ジョヴァンニ・ジョルジは、MKS単位系に実用単位の1つを第4の基本単位として加えた単位系を提案した。実用単位のなかには、センチメートルやグラムから誘導された単位は無かったので、MKS単位系と実用単位系は破綻なく統合でき、実用単位は全て、その単位系に含めることができた。
第4の基本単位には、実用単位のどれを選んでも同じ単位系ができあがるが、どれを選ぶかによってMKSA単位系、MKSΩ単位系、MKSC単位系と呼ばれた。1948年の国際電気標準会議 (CGPM)、1950年の国際電気標準会議 (IEC) でMKSAが採択され、1960年の国際単位系 (SI) もそれを引きついだ。アンペアが選ばれたのは、1948年のCGPMで採用されたアンペアの定義が簡便で(この定義は2019年のSI基本単位の再定義まで使われていた)、それから他の電磁単位を誘導するのが合理的となったからであるとされる。
一方、1892年、オリヴァー・ヘヴィサイドが電磁気の単位の有理化を提唱した。ヘヴィサイドはガウス単位系を有理化したヘヴィサイド単位系を作ったが、有理化はMKSA単位系にも（ジョルジによる提案の段階で）採用された。

## 特徴

### 単位の大きさ
MKSA単位系は、広く使われた電磁気の単位系のうち唯一、MKS単位系の拡張である。しかし、MKSかCGSかの選択は単位の大きさにしか影響せず、MKSAは4元系であり第4の基本単位の大きさを任意に決められるので、本質的な違いとはならない。MKSAの特徴のほとんどは、4元系であることに直接または間接的に由来する。
MKSA単位系は4元系なので、電磁気の単位が便利な大きさになるよう、第4の基本単位の大きさが調節されている。ただし歴史的には、MKSA単位系に先立つ実用単位が調節した大きさを受け継いだものである。
実用単位としての由来から、CGS電磁単位系の多くと、ガウス単位系の一部とは、10の冪で換算可能である。一方、CGS静電単位系と、ガウス単位系の一部とは、光速度の冪を含んだ換算計数が必要となる。
また、元はCGS電磁単位の10の冪として定義されたため、現在は旧定義であるが、もとのアンペアの定義にも 2×10−7 というキリのいい数値が現れている。これは、メートルの定義に299792458という半端な数値が現れるのとは異なり、アンペアが他の基本単位と無関係に決められたわけではないことの名残である。

### μ0とε0
MKSA単位系は4元系であり、3元系より物理定数が1つ多い。ただしこれは、物理法則が変わるなどといったことではなく、3元系ではその物理定数は1となるので、あえて呼び名や記号を与えないというだけのことである。
MKSA単位系では、真空の透磁率 μ0 と真空の誘電率 ε0 が増える。表面的には2つだが、ε0μ0c2 = 1が成り立つので、どちらか（あるいは c）を消去でき、実質的には1つである。
μ0 = 4π×10−7 H/m であり、通常の物理定数とは異なり、数式で表現できる数値になっている。これは、μ0 = 1 とするCGS電磁単位系から派生した実用単位を含むからである。単位 H/m を単純にemuに換算すると、H/m = V·s/A·m = (108 emu)·s / (10−1 emu)·(102 cm) = 107 emu なので、H/mで表した数値はemuで表した数値 (1) の 10−7 倍になる。ただし実際は有理化によりさらに 4π 倍になる。

### 有理系
MKSA単位系は有理系 (rationalized system) である。有理系では、単位電荷から1本の単位電束が出るが、非有理系では、単位電荷から1ステラジアンあたり1本、つまり計  4π 本の単位電束が出る（磁気についても同様）。これによりマクスウェル方程式から 4π が消えるが、代わりにクーロンの法則やビオ・サバールの法則など派生的だがよく使う数式のいくつかに 4π が現れる。
MKSA単位系以前の有理系として、ガウス単位系を有理化したヘヴィサイド単位系がある。しかし有理化の副作用として、従来の単位系との換算係数に {\displaystyle {\sqrt {4\pi }}} が頻出し、工学分野では非常に使いづらいものとなった。
しかしMKSAは、単位の大きさを実用単位と同じに決めている。有理化の副作用は、単位の大きさではなく、物理定数の値 μ0 = 4π×10−7 H/m と ε0 = 107/4πc2 F/m に現れている。CGS電磁単位系では μ0 = 1、ε0 = 1/c2 だが、単にHやFをmで割っただけでは10の冪でしか変わらず、4π は有理化による変化である。

### 非対称
CGS電磁単位系やCGS静電単位系は、μ0 と ε0 の片方が1、もう片方が 1/c2 なので、マクスウェル方程式などの数式が非対称になる。一方、ガウス単位系やヘヴィサイド単位系は、ε0 = μ0 = 1 で完全に対称である。
MKSA単位系の対称性はその中間で、E-H対応ならば数式は対称になるが、E-B対応ならば非対称である。また、ε0 と μ0 は理論上は対称だが、その値を見ると μ0 は数学的な値なのに ε0 には光速 c が見え、CGS電磁単位系に由来する非対称が隠れていることがわかる。そのため、独立量を1つ決める必要があるときは μ0 を独立量とし、ε0 は ε0 = 1/μ0c2 で導出される量とするなどの扱いの差が出る。

### 基本単位の選択
いくつかある実用単位のうちアンペアが基本単位として選ばれたことにより、組立単位の次元の指数にいくつかの特徴がある。これらの性質はMKSA、MKSC、MKSΩの間でも異なりうる。また、単位の定義を調べて初めて気づくことで、単位を使っている限りでは現れない。
組立単位の次元が、対応する電気と磁気の単位でまったく異なり、非対称である。これは、対となる電気と磁気の単位であるアンペアとボルト（たとえば電荷の単位 C = A·s に対し磁荷の単位は Wb = V·s である）のうちアンペアが基本単位でボルトが組立単位であることに由来する。この性質はMKSC単位系でも同じだが、MKSΩ単位系では、電気の単位と磁気の単位ではΩの指数が互いに反数となり対称性が高くなる。
次元の指数が全て整数である。このことは、3元系で次元が半整数となる電流が基本単位に選ばれていることによる（3元系では、具体的な指数は単位系によって異なるが、整数か半整数かは共通である）。このことはMKSC単位系でも同じだが、MKSΩ単位系では、3元系でも指数が整数となる電気抵抗が基本単位なので、3元系同様、指数に半整数が現れる。

### 国際単位系との違い
MKSAは、力学と電磁気学の単位である4つの基本単位のみにより組み立てられている単位系である。これに対して国際単位系(SI)はさらに3つの基本単位（ケルビン、モル、カンデラ）とそれらを含むSI組立単位から成り立っており、MKSAには含まれない組立単位が数多くある。

## 主な単位
| MKSA/SI      | 物理量       | 物理量 | emu      | esu/gauss  |                | MKSA/SI        | 物理量 | 物理量     | emu/gauss | esu |
| アンペア (A) | 電流         | I      | 10−1 Bi  | 10−1c      | ボルト (V)     | -              | -      | -          | -         |     |
| ボルト (V)   | 起電力・電位 | V      | 108      | 108/c      | アンペア (A)   | 起磁力・磁位   | Fm     | 10−1×4π Gb | 10−1×4πc  |     |
| オーム (Ω)   | 電気抵抗     | R      | 109      | 109/c2     | ジーメンス (S) | -              | -      | -          | -         |     |
| クーロン (C) | 電荷         | Q      | 10−1     | 10−1c Fr   | ウェーバ (Wb)  | 磁荷           | Qm     | 108/4π     | 108/4πc   |     |
| クーロン (C) | 電束         | ψ      | 10−1×4π  | 10−1×4πc   | ウェーバ (Wb)  | 磁束           | Φ      | 108 Mx     | 108/c     |     |
| ファラド (F) | 静電容量     | C      | 10−9     | 10−9c2     | ヘンリー (H)   | インダクタンス | L      | 109        | 109/c2    |     |
| V/m          | 電場         | E      | 106      | 106/c      | A/m            | 磁場           | H      | 10−3×4π Oe | 10−3×4πc  |     |
| V/m          | -            | -      | -        | -          | A/m            | 磁化           | M      | 10−3       | 10−3/c    |     |
| C/m2         | 電束密度     | D      | 10−5×4π  | 10−5×4πc   | テスラ (T)     | 磁束密度       | B      | 104 G      | 104/c     |     |
| C/m2         | 電気分極     | P      | 10−5     | 10−5×c     | テスラ (T)     | 磁気分極       | Pm     | 104/4π     | 104/4πc   |     |
| F/m          | 誘電率       | ε      | 10−11×4π | 10−11×4πc2 | H/m            | 透磁率         | μ      | 107/4π     | 107/4πc2  |     |
| 表の見方     |              |        |          |            |                |                |        |            |           |     |